# ديفيد هرال
ديفيد هرال (بالعبرية: דוד הראל‏) مواليد 12 أبريل 1950 في لندن، عالم حاسوب إسرائيلي، وكاتب، حصل على عدة جوائز.